# Juan Pablo Gómez
Juan Pablo Gómez Vidal (* 11. Mai 1991 in Buenos Aires) ist ein argentinisch-chilenischer Fußballspieler auf der Position des Außenverteidigers.

## Karriere

### Verein
Juan Pablo Gómez wurde in Buenos Aires geboren, kam jedoch bereits im Alter von fünf Jahren nach Chile, wo er am Colegio Pumahue de Peñalolén zur Schule ging. Mit zehn Jahren schloss er sich dem CD Universidad Católica an, für den er im September 2010 in der Copa Chile bei der Profimannschaft debütierte. Der Klub wurde in der Saison 2010 Meister und gewann 2011 die Copa Chile. Gómez konnte sich keinen Stammplatz im Team erkämpfen und wurde mehrfach verliehen. So spielte er 2012 und 2013 bei den Zweitligisten Coquimbo Unido und AC Barnechea sowie 2013/14 und 2015/16 bei den Erstligisten Unión La Calera und Universidad de Concepción. Mit Ablauf der letzten Leihe hoben Gómez und UC den Vertrag auf, so dass er ablösefrei zu San Luis de Quillota wechseln konnte.
Zur Transición 2017 wechselte Gómez zu Unión Española. Dort spielte er bis 2021 und schloss sich dann CDP Curicó Unido an, für das er eine Saison spielte. Der Klub erreichte den dritten Platz in der Liga und qualifizierte sich für die Copa Libertadores 2023. Gómez hatte jedoch bereits am 10. November 2022 seinen Wechsel zum CF Universidad de Chile für die kommende Saison bekannt gegeben.

## Nationalmannschaft
Juan Pablo Gómez wurde 2010 in die U-20-Nationalmannschaft Argentiniens berufen, kam jedoch nie zum Einsatz und nahm später die chilenische Staatsangehörigkeit an.

## Erfolge
Universidad Católica
- Chilenischer Meister: 2010
- Chilenischer Pokalsieger: 2011